# Robert Speck
Robert Speck, nemško-romunski rokometaš, * 24. avgust 1909, † 13. julij 1979.
Leta 1936 je na poletnih olimpijskih igrah v Berlinu v sestavi romunske rokometne reprezentance osvojil peto mesto.